# Dracophyllum matthewsii
Dracophyllum matthewsii är en ljungväxtart som beskrevs av Carse. Dracophyllum matthewsii ingår i släktet Dracophyllum och familjen ljungväxter. Inga underarter finns listade i Catalogue of Life.